# The Witcher (serie televisiva)
The Witcher è una serie televisiva polacco-statunitense distribuita dal 20 dicembre 2019 sulla piattaforma di streaming Netflix. Il primo trailer è stato pubblicato il 20 luglio 2019. Creata da Lauren Schmidt Hissrich, la serie è basata sulla Saga di Geralt di Rivia dell'autore polacco Andrzej Sapkowski.
La serie ha avuto due prequel, sempre prodotti per Netflix: il film d'animazione The Witcher: Nightmare of the Wolf e la miniserie The Witcher: Blood Origin.

## Trama
In un mondo abitato da esseri umani, elfi, nani e altre specie magiche, l'equilibrio è sempre instabile. Le razze civilizzate devono infatti convivere con i mostri che li minacciano e per questo motivo sono stati creati dei guerrieri mutanti in grado di ucciderli: i witcher. Geralt di Rivia è un witcher che lo fa per denaro. Intanto la terra è in uno stato di caos, mentre l'impero di Nilfgaard cerca di espandere il suo territorio. Tra i rifugiati di questa lotta c'è Cirilla, detta anche Ciri, la principessa di Cintra, inseguita da Nilfgaard. Lei e Geralt sono destinati l'uno all'altra. Nelle sue avventure Geralt incontra anche Yennefer, una maga, e Ranuncolo, un bardo.

## Episodi
| Stagione         | Episodi | Pubblicazione |
| ---------------- | ------- | ------------- |
| Prima stagione   | 8       | 2019          |
| Seconda stagione | 8       | 2021          |
| Terza stagione   | 8       | 2023          |

## Personaggi e interpreti

### Personaggi principali
- Geralt di Rivia (stagioni 1-in corso), interpretato da Henry Cavill (stagioni 1-3) e Liam Hemsworth (stagioni 4-in corso), doppiato da Gianfranco Miranda.
Cacciatore di mostri potenziato magicamente conosciuto come "witcher". La principessa di Cintra, Cirilla, è il suo "destino".
- Yennefer di Vengerberg (stagioni 1-in corso), interpretata da Anya Chalotra, doppiata da Benedetta Degli Innocenti.
Maga e amante di Geralt.
- Cirilla Fiona Elen Riannon (stagioni 1-in corso), interpretata da Freya Allan, doppiata da Margherita De Risi.
Principessa ereditaria di Cintra, nipote della regina Calanthe e Figlia di Pavetta, da cui ha ereditato il Sangue Ancestrale. È legata a Geralt dal destino.
- Ranuncolo (stagioni 1-in corso), interpretato da Joey Batey, doppiato da Alessio Puccio.
Bardo itinerante che fa amicizia con Geralt e lo accompagna nel suo cammino.
- Tissaia de Vries (stagioni 1-3), interpretata da MyAnna Buring, doppiata da Federica De Bortoli.
Mentore di Yennefer e rettrice di Aretuza, accademia femminile per maghe.
- Cahir Mawr Dyffryn aep Ceallach (stagioni 1-in corso), interpretato da Eamon Farren, doppiato da Mirko Cannella.
Conosciuto come il "Cavaliere Nero", è un comandante dell'esercito Nilfgaardiano che guida l’invasione di Cintra e il rapimento di Cirilla.
- Fringilla Vigo (stagioni 1-in corso), interpretata da Mimî M. Khayisa, doppiata da Virginia Brunetti.
Maga che si è addestra a fianco di Yennefer. In seguito guida l'invasione Nilfgaardiana insieme a Cahir.
- Triss Merigold (stagioni 1-in corso), interpretata da Anna Shaffer, doppiata da Alessia Amendola.
Maga di corte di re Foltest di Temeria.
- Istredd (stagioni 1-in corso), interpretato da Royce Pierreson, doppiato da Emanuele Ruzza.
Mago esperto e storico che diventa amico di Yennefer ad Aretuza.
- Dara (stagioni 1-in corso), interpretato da Wilson Mbomio, doppiato da Stefano Broccoletti.
Ragazzo elfo rifugiato che conosce Cirilla dopo il Massacro di Cintra.
- Vilgefortz di Roggeveen (stagioni 1-in corso), interpretato da Mahesh Jadu, doppiato da Stefano Crescentini.
Carismatico mago che raduna i maghi del nord per fermare l'invasione dell'esercito di Nilfgaard a Sodden.
- Filavandrel (stagioni 2-3; guest star stagione 1), interpretato da Tom Canton, doppiato da Flavio Aquilone.
Ultimo re degli elfi.
- Francesca Findabair (stagioni 2-in corso), interpretata da Mecia Simson, doppiata da Elena Perino.
Maga elfica e regina.
- Vesemir (stagione 2), interpretato da Kim Bodnia, doppiato da Alessio Cigliano.
Il più anziano witcher vivente, mentore di Geralt e sua figura paterna.
- Sigismund Dijkstra (stagione 3-in corso; ricorrente stagione 2), interpretato da Graham McTavish, doppiato da Mario Cordova.
Capo delle spie della Redania e alleato di Philippa Eilhart.
- Philippa Eilhart (stagione 3-in corso; guest stagione 2), interpretata da Cassie Clare, doppiata da Giulia Santilli.
Maga, consigliera di re Vizimir di Redania e spia favorita di Dijkstra.
- Radovid (stagione 3-in corso), interpretato da Hugh Skinner, doppiato da Gianluca Cortesi.
Principe di Redania e alleato di Philippa Eilhart.
- Duny / Imperatore Emhyr var Emreis (stagione 3-in corso; guest stagioni 1-2), interpretato da Bart Edwards, doppiato da Francesco Pezzulli.
Amante di Pavetta. In passato afflitto da una maledizione che lo trasformava in un istrice fino a mezzanotte.

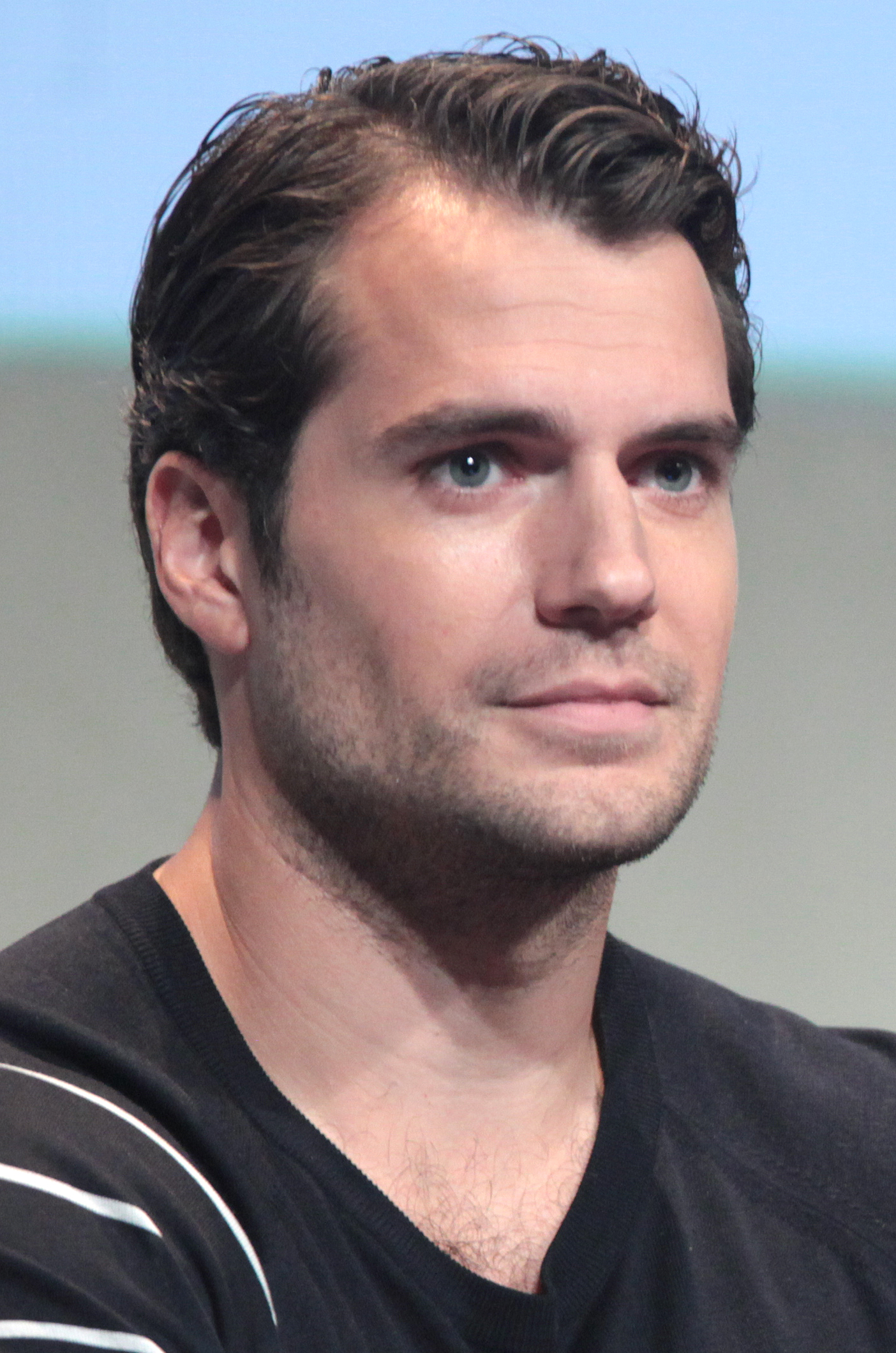
Henry Cavill
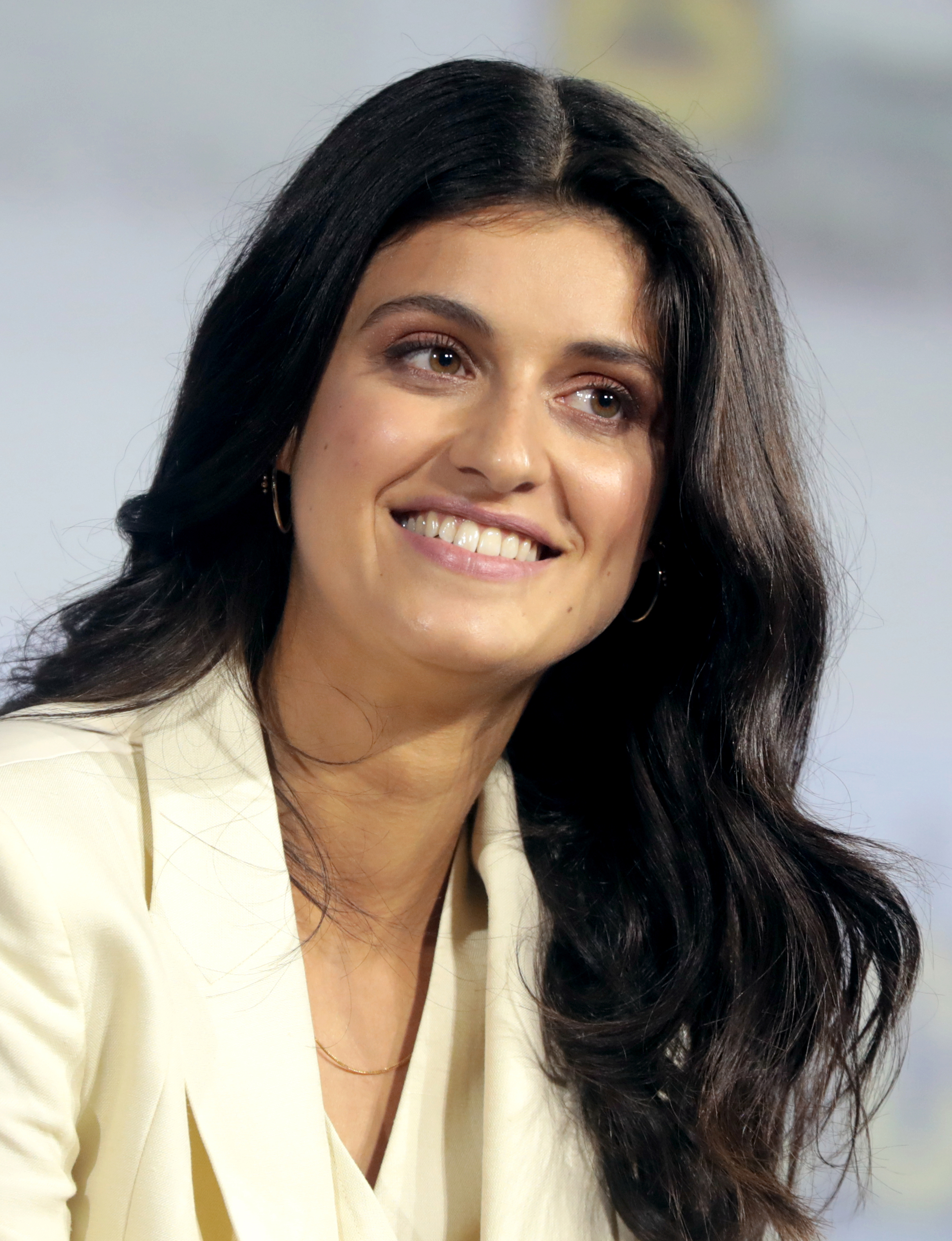
Anya Chalotra
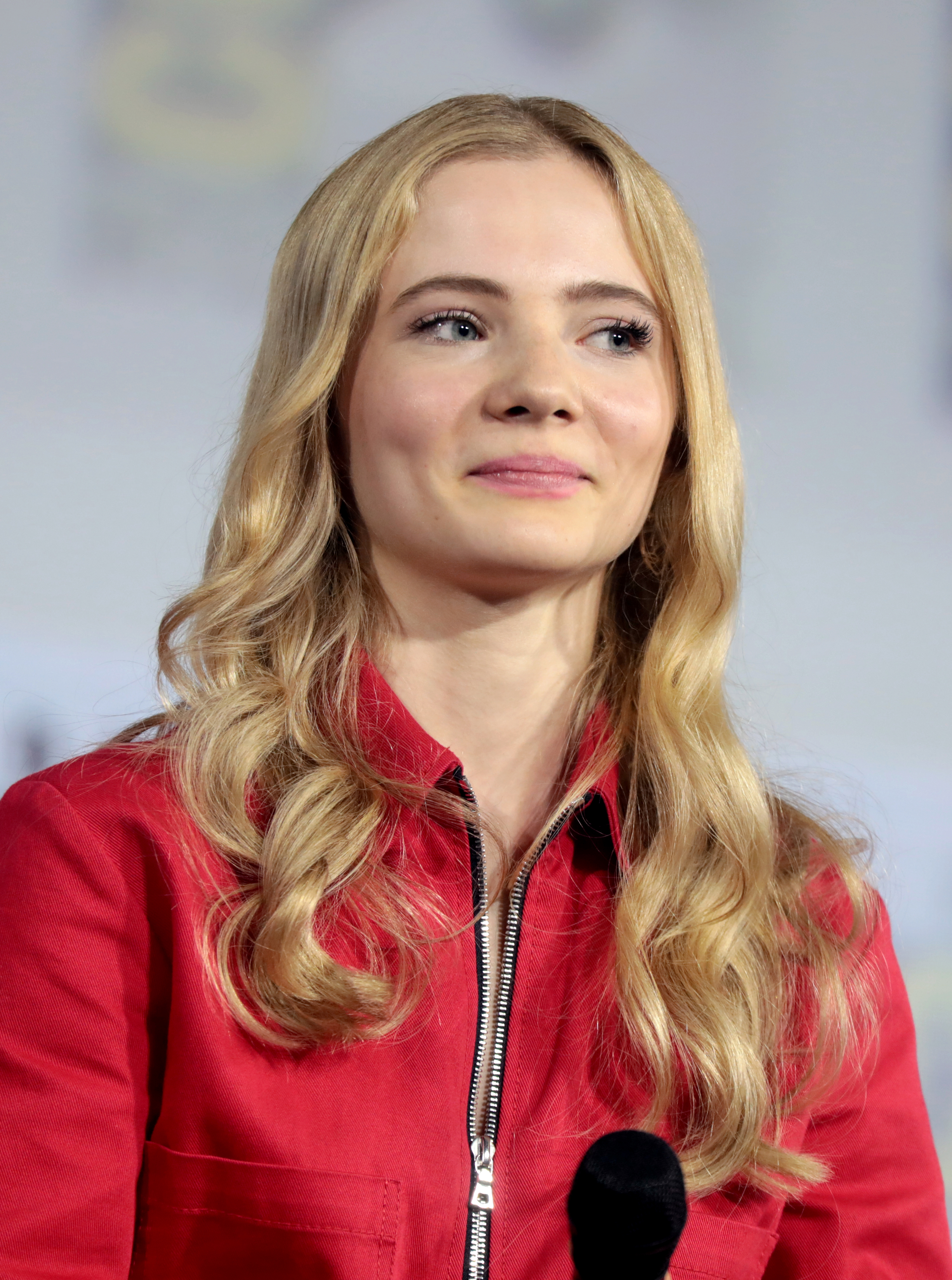
Freya Allan
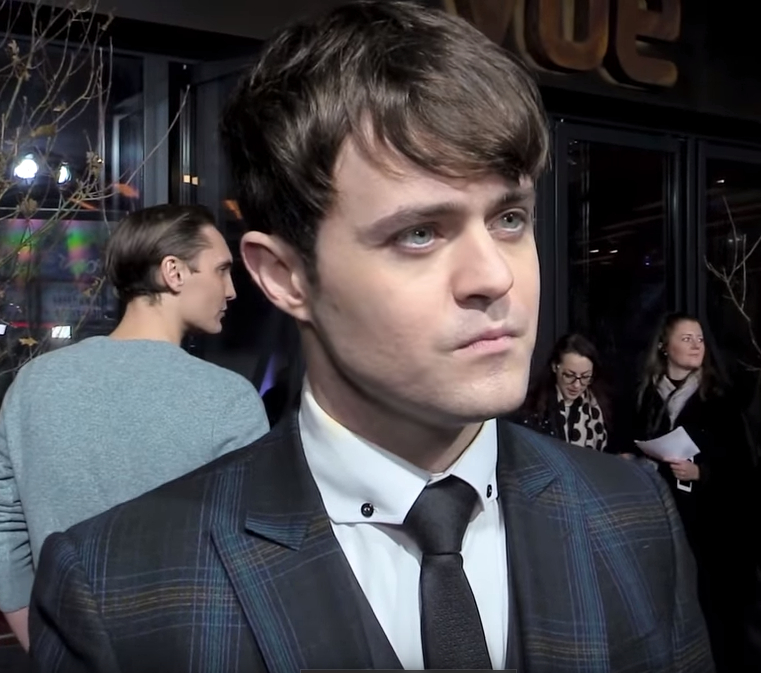
Joey Batey
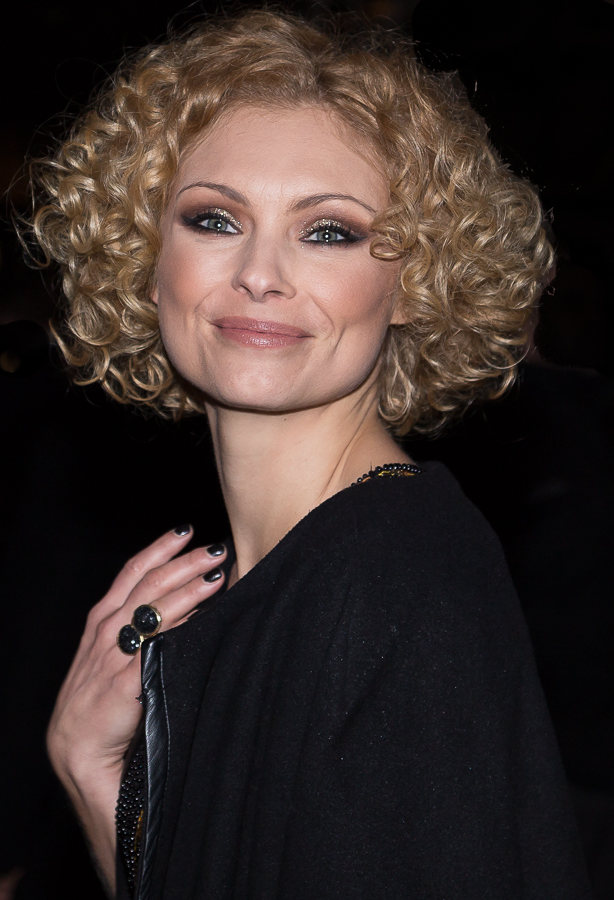
MyAnna Buring
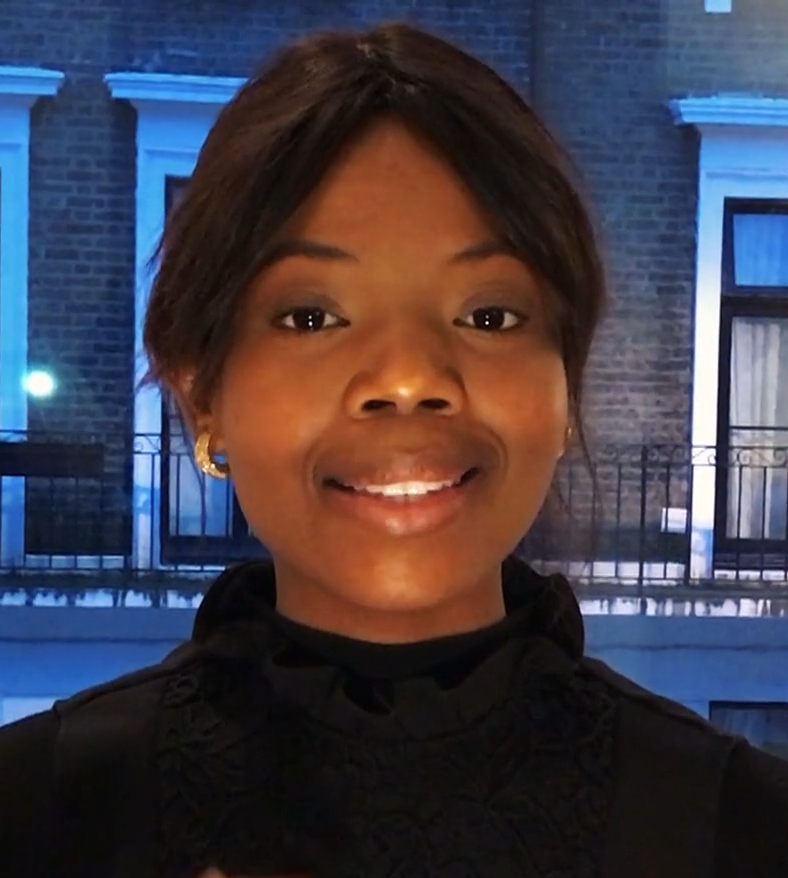
Mimî M. Khayisa
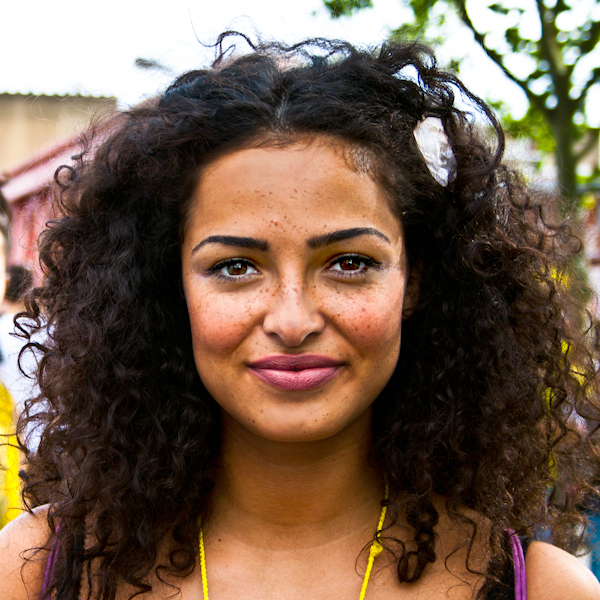
Anna Shaffer
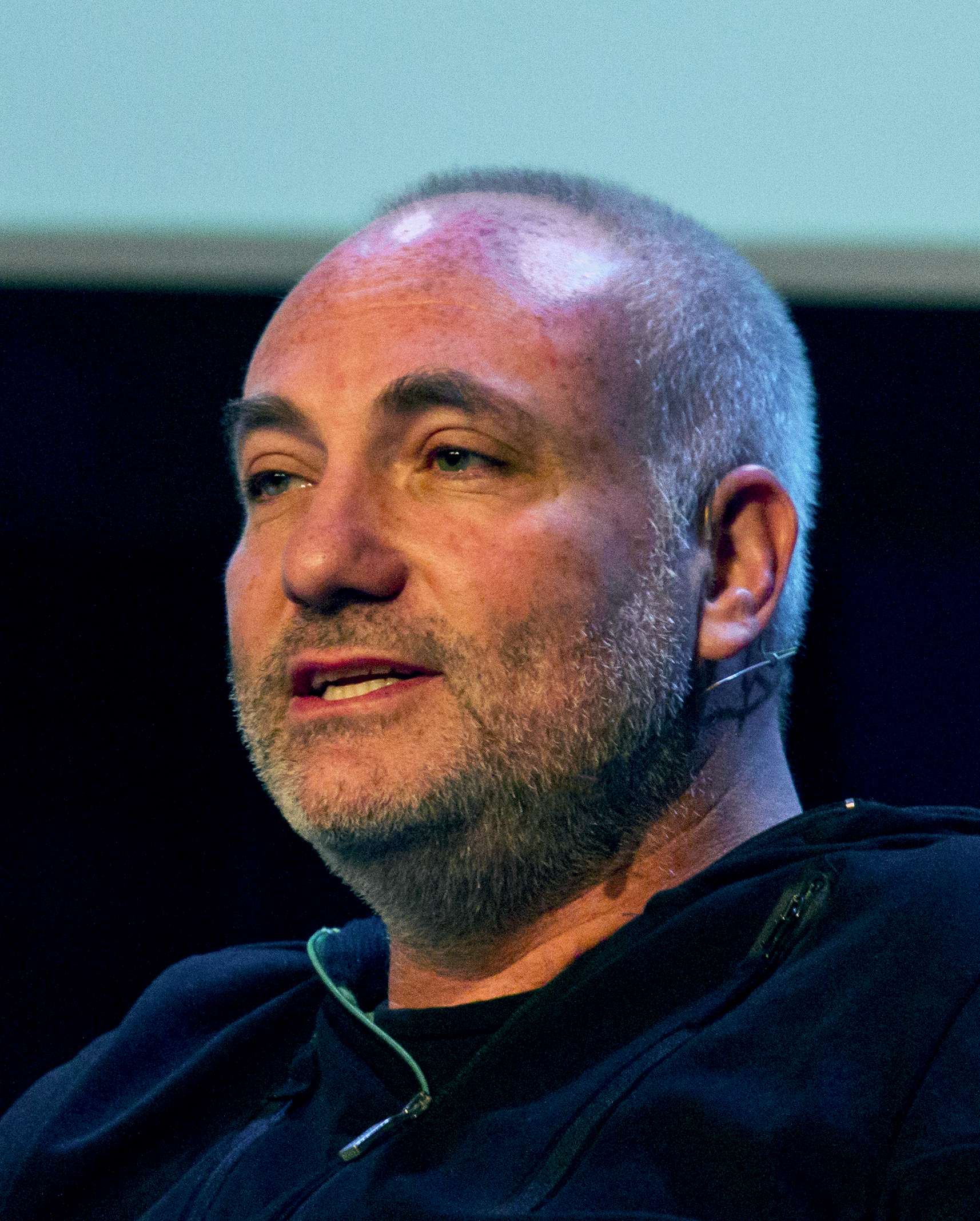
Kim Bodnia
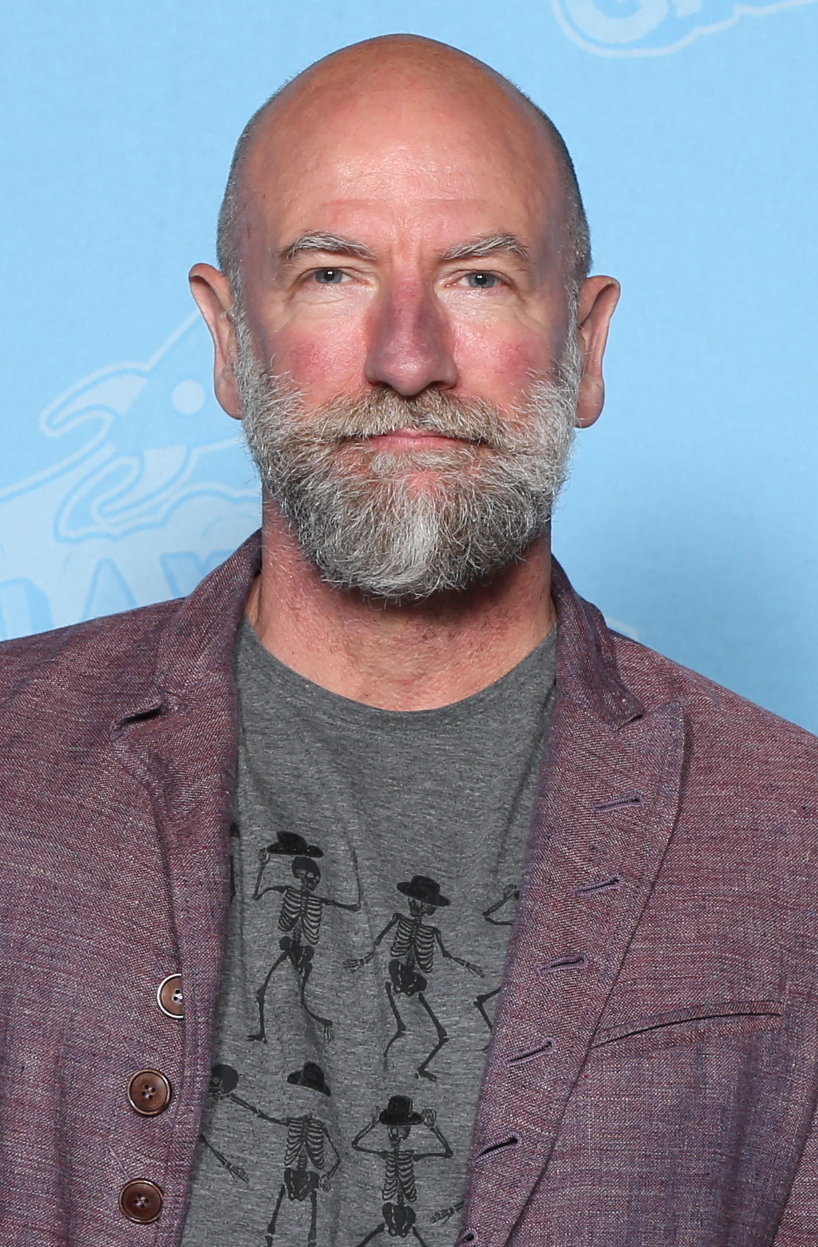
Graham McTavish
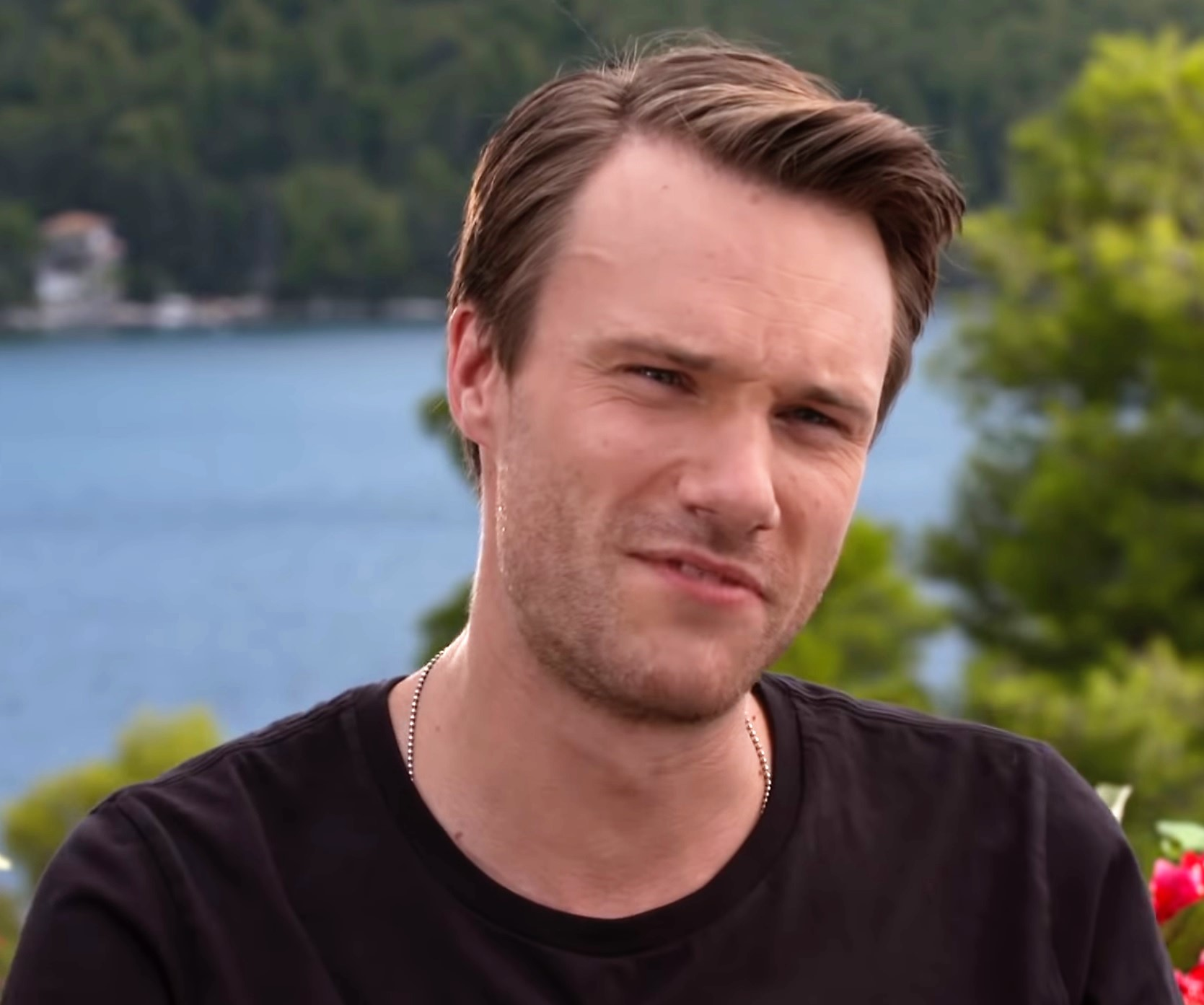
Hugh Skinner
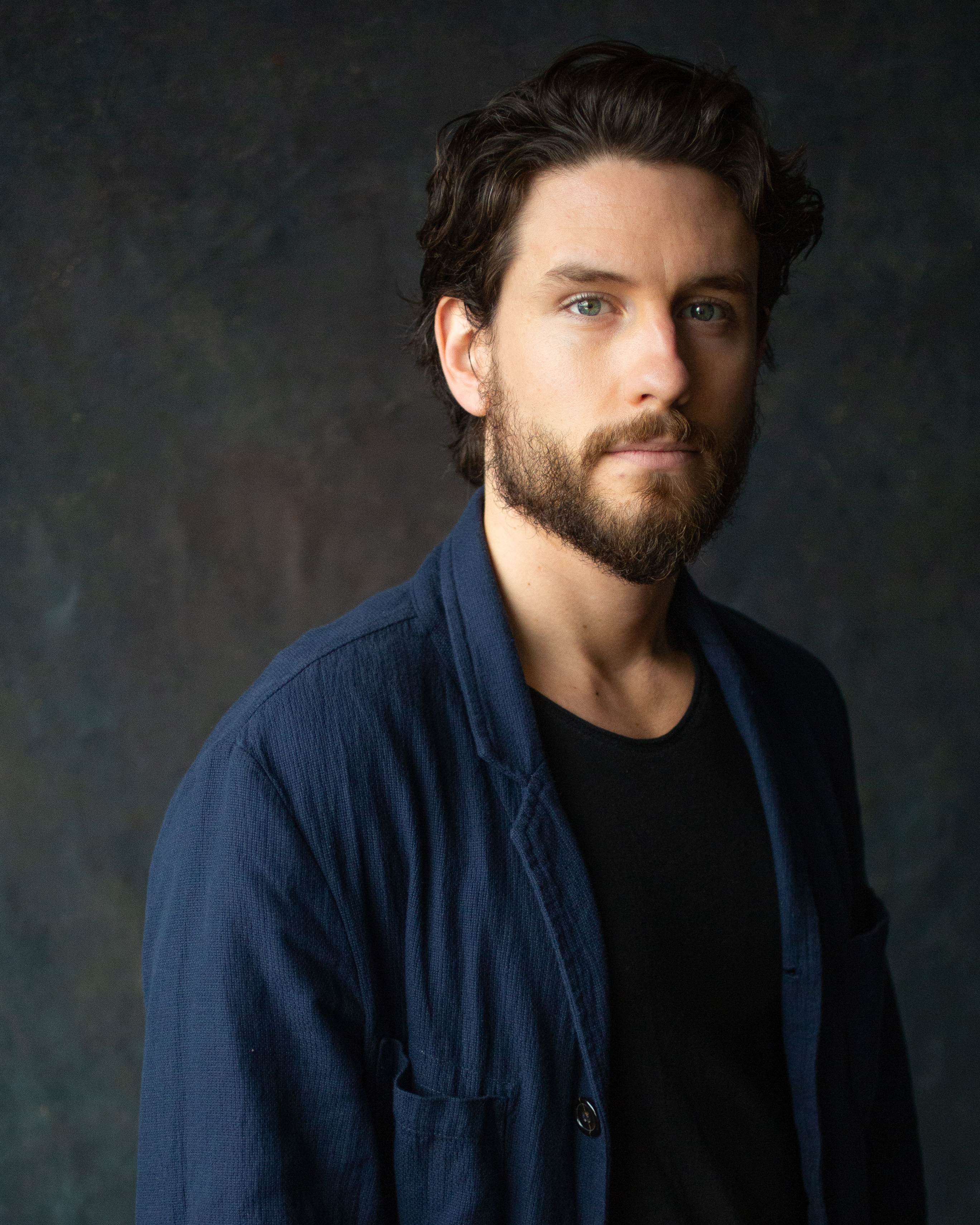
Bart Edwards

### Personaggi ricorrenti
- Regina Calanthe (stagione 1; guest star stagioni 2-3), interpretata da Jodhi May, doppiata da Giò Giò Rapattoni.
Sovrana del Regno di Cintra e nonna della principessa Cirilla.
- Saccoditopo (stagione 1; guest star stagione 2), interpretato da Adam Levy, doppiato da Simone D'Andrea.
Druido di corte di Cintra e consigliere della regina Calanthe.
- Renfri (stagione 1), interpretata da Emma Appleton, doppiata da Eleonora Reti.
 Figlia di Fredefalk, principe di Creyden, e figliastra di Aridea.
- Re Eist Tuirseach (stagione 1), interpretato da Björn Hlynur Haraldsson, doppiato da Roberto Gammino.
Marito di Calanthe e nonno acquisito di Cirilla.
- Stregobor (stagioni 1-in corso), interpretato da Lars Mikkelsen, doppiato da Luca Biagini.
Mago presso la città di Blaviken e rettore di Ban Ard, l'accademia maschile per maghi.
- Sir Lazlo (stagione 1), interpretato da Maciej Musiał, doppiato da Alessandro Capra.
Cavaliere di alto rango proveniente da Cintra.
- Sabrina Glevissig (stagioni 1-in corso), interpretata da Therica Wilson-Read, doppiata da Paola Majano.
Maga di Kaedwen e consigliera del re Henselt, specializzatasi ad Aretuza.
- Re Foltest (stagione 1), interpretato da Shaun Dooley, doppiato da Pasquale Anselmo.
Re di Temeria, la cui relazione incestuose con sua sorella hanno prodotto una figlia.
- Artorius Vigo (stagioni 1-3), interpretato da Terence Maynard, doppiato da Simone Mori.
Mago di corte di Toussaint e zio di Fringilla.
- Principessa Pavetta (stagione 1; guest star stagioni 2-3), interpretata da Gaia Mondadori, doppiata da Camilla Murri.
Figlia della regina Calanthe e del re Roegner, nonché madre di Cirilla.
- Vanielle di Brugge (stagione 1), interpretata da Judit Fekete, doppiata da Carolina Zaccarini.
Maga e una delle maghe che combattuto durante la Battaglia della collina di Sodden.
- Lambert (stagione 2), interpretato da Paul Bullion, doppiato da Simone Crisari.
Witcher a Kaer Morhen e amico di Geralt.
- Coën (stagione 2), interpretato da Yasen Atour, doppiato da Gabriele Vender.
Witcher a Kaer Morhen e amico di Geralt.
- Voleth Meir (stagione 2), interpretata da Ania Marson, doppiata da Sonia Scotti.
Demone arrivato con la Congiunzione delle Sfere, che si nutre di dolore e paura.
- Vizimir (stagioni 2-3), interpretato da Ed Birch, doppiato da Emiliano Coltorti.
Re della Radania.
- Rience (stagioni 2-3), interpretato da Chris Fulton (stagione 2) e da Sam Woolf (stagione 3), doppiato da Jacopo Venturiero.
Mago rinnegato a caccia di Cirilla.
- Lydia van Bredevoort (stagioni 2-3), interpretata da Aisha Fabienne Ross, doppiata da Valentina Favazza.
Legame di Rience che lo libera di prigione su ordini del suo padrone.
- Gage (stagioni 2-3), interpretato da Kaine Zajaz, doppiato da Alberto Franco.
Fratello di Francesca.
- Codringher (stagioni 2-3), interpretato da Simon Callow, doppiato da Luigi La Monica.
Investigatore che lavora in coppia con Fenn.
- Fenn (stagioni 2-3), interpretata da Liz Carr, doppiata da Tiziana Avarista.
Investigatrice storpia, ma sorprendentemente intelligente. Lavora in coppia col socio Codringher.
- Gallatin (stagione 3), interpretato da Robbie Amell, doppiato da Marco Vivio.
Guerriero elfo degli Scoia’tael che si scontra con Francesca.
- Keira Metz (stagione 3-in corso), interpretata da Safiyya Ingar.
Maga ed ex consigliera del Re Foltest di Temeria.
- Margarita "Rita" Laux-Antille (stagione 3-in corso), interpretata da Rochelle Rose, doppiata da Guendalina Ward.
Maga rettrice della scuola di Aretuza.
- Milva (stagione 3-in corso), interpretata da Meng'er Zhang, doppiata da Ughetta d'Onorascenzo.
Arciere di Sodden Superiore, una delle poche non-driadi ad essere ammesse a Brokilon.

## Produzione

### Sviluppo

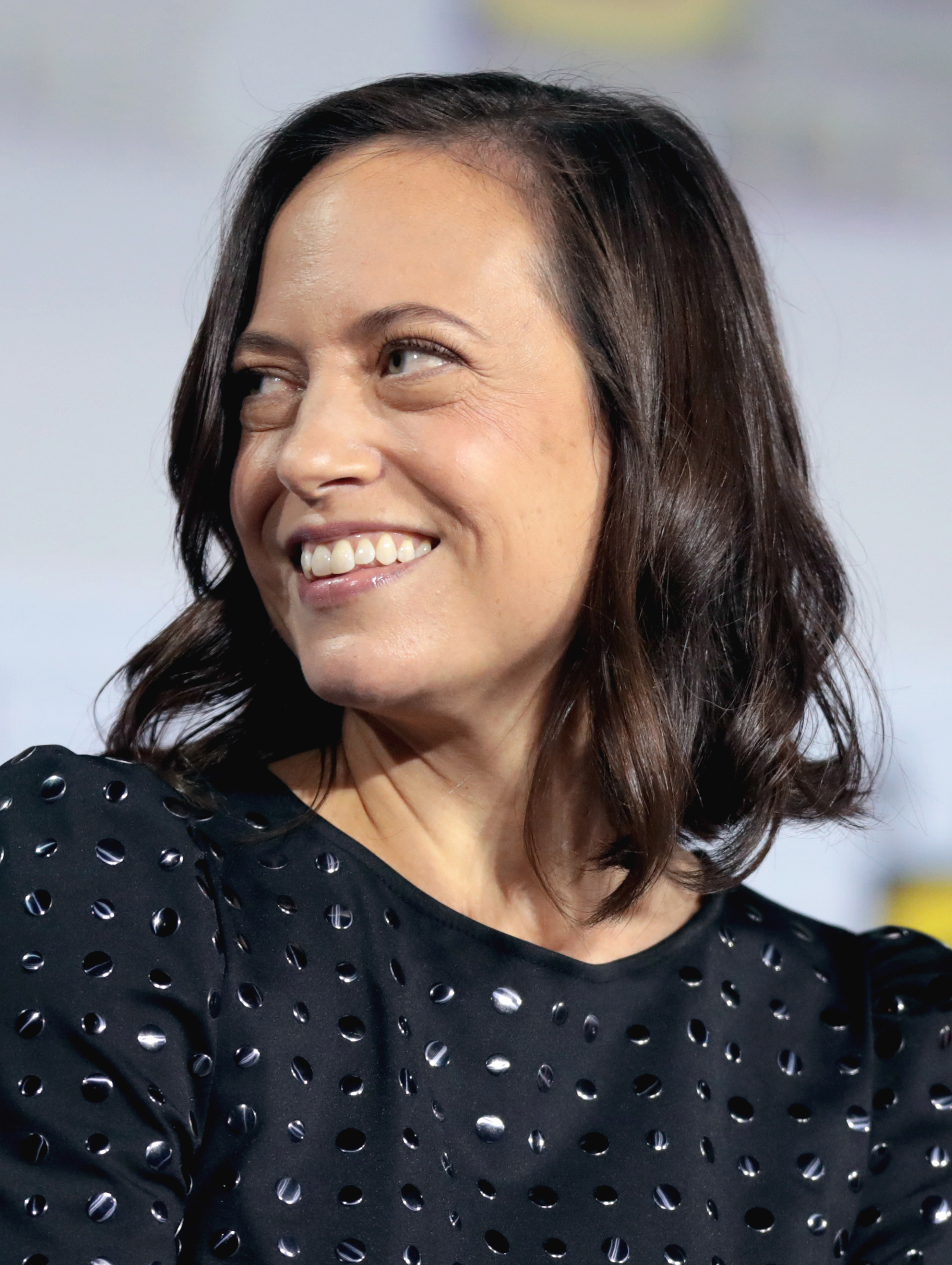
La creatrice della serie Lauren Schmidt Hissrich

La serie di libri è stata quasi adattata in un film Netflix, ma Kelly Luegenbiehl ha dissuaso i produttori. Ha chiesto loro: "Come puoi trasformare otto romanzi in un film? C'è così tanto materiale qui.” Attraverso una serie di conversazioni, i produttori si sono entusiasmati dell'idea di utilizzare il materiale per una serie più lunga. Nel maggio 2017 Netflix ha annunciato l'inizio della produzione di una serie televisiva drammatica in lingua inglese basata sui libri. Nel dicembre dello stesso anno, è stato riportato che Lauren Schmidt Hissrich sarebbe stata la showrunner della serie. A gennaio 2018, è stato rivelato che la sceneggiatura del primo episodio era stata completata. Nell'aprile 2018, Lauren Schmidt Hissrich ha annunciato che la prima stagione sarebbe durata 8 episodi e che sarebbe stata girata in Europa centrale.
Nel 2017, era stato rivelato che Andrzej Sapkowski sarebbe stato consulente creativo nello show, ma nel gennaio 2018 Sapkowski ha negato qualsiasi suo coinvolgimento. Tuttavia, ha incontrato Schmidt Hissrich nell'aprile 2018 e il mese successivo è stato confermato che Sapkowski avrebbe partecipato al team creativo del progetto. Nel settembre 2018, è stato annunciato che Henry Cavill avrebbe interpretato Geralt di Rivia nella serie. Cavill ha detto di aver raggiunto la sua miglior forma fisica per il ruolo, arruolando l’allenatore Dave Rienzi. Ad ottobre è stato annunciato il resto del cast. L’attrice del personaggio di Marilka è stata poi sostituita con Mia McKenna-Bruce. Nel novembre 2019 la serie è stata rinnovata per una seconda stagione, pubblicata il 17 dicembre 2021. Il 25 settembre 2021 è stata rinnovata per una terza stagione. Il 18 aprile 2024 Netflix ha rinnovato la serie per una quinta e ultima stagione.

### Riprese
Le riprese sono iniziate il 31 ottobre 2018, in Ungheria. Nel marzo 2019, si sono spostate a Gran Canaria, nelle Isole Canarie, e anche nelle isole di La Palma e La Gomera. Le riprese per la prima stagione sono terminate nel maggio 2019.
La produzione della seconda stagione viene messa in pausa a causa della pandemia di COVID-19. Kristofer Hivju, che interpreta Nivellen, è risultato positivo. Nel mese di novembre 2020 le riprese della seconda stagione ricominciano. Nell'aprile 2021 si concludono le riprese della seconda stagione.

## Distribuzione
Il 19 luglio 2019, Netflix ha pubblicato il trailer in anteprima, per il San Diego Comic-Con. Il 31 ottobre 2019 al Lucca Comics & Games, è stato pubblicato il trailer ufficiale rivelando la data di uscita della serie, che è fissata al 20 dicembre dello stesso anno.
Il 9 luglio 2021 durante l’evento The WitcherCon, è stata annunciata la data di pubblicazione della seconda stagione per il 17 dicembre 2021.

## Accoglienza
Sul sito web aggregatore di recensioni professionali Rotten Tomatoes, la prima stagione della serie ha ottenuto una percentuale di approvazione del 68%, con un punteggio medio di 6.26/10 e basata su 91 recensioni. Mentre il sito Metacritic, che usa una media ponderata, ha assegnato alla stagione un punteggio medio di 53 su 100, basandosi su 17 critici, indicandone "recensioni miste o medie".
La seconda stagione, invece, su Rotten Tomatoes ha ottenuto un punteggio del 94% basato su una media di 51 recensioni.
L'analista Sartori Bernbeck del NPD dichiara che la serie ha portato un forte interesse per la saga videoludica, riscontrando solo nel mese di dicembre 2019 un incremento di vendite del videogioco The Witcher 3: Wild Hunt del 550%.

## Adattamento dei romanzi
Nella prima stagione i primi cinque episodi sono tratti dal primo, terzo, quarto, quinto e sesto racconto del primo volume della saga, Il guardiano degli innocenti. In aggiunta, il quarto episodio, così come il sesto, settimo e ottavo episodio della stagione, sono tratti dal primo, quinto e sesto racconto del secondo volume, La spada del destino.
Il primo episodio della seconda stagione è tratto dal secondo racconto di Il guardiano degli innocenti, mentre gli episodi successivi sono tratti dal terzo volume della saga, nonché il primo romanzo, Il sangue degli elfi, e dalla prima parte del quarto volume o secondo romanzo, Il tempo della guerra.

## Spin-off

### Film d'animazione

#### The Witcher: Nightmare of the Wolf
The Witcher: Nightmare of the Wolf è un film d'animazione prequel della serie ed è stato pubblicato il 23 agosto 2021. Il film racconta le origini di Vesemir, mentore di Geralt.

#### The Witcher: Le sirene degli abissi
The Witcher: Le sirene degli abissi è un secondo film d'animazione, basato sul quarto racconto del secondo volume, La spada del destino, ed previsto per la fine del 2024.

### The Witcher: Blood Origin
Una miniserie prequel live-action, The Witcher: Blood Origin, è stata annunciata da Netflix nel luglio 2020: è ambientata 1200 anni prima degli eventi di The Witcher. Lauren Schmidt Hissrich è la produttrice esecutiva e Declan de Barra è lo showrunner. Nel marzo 2021, Laurence O'Fuarain si è unita al cast come protagonista. Nel luglio 2021, Michelle Yeoh e Sophia Brown si sono unite al cast. Successivamente anche Lenny Henry, Mirren Mack, Nathaniel Curtis, Dylan Moran, Jacob Collins-Levy, Lizzie Annis, Huw Novelli, Francesca Mills, Amy Murray e Zach Wyatt si sono uniti al cast.

### Altri spin-off
Il 25 settembre 2021 è stata annunciata una serie animata per famiglie.